# Theuma mutica
Theuma mutica là một loài nhện trong họ Gnaphosidae.
Loài này thuộc chi Theuma. Theuma mutica được William Frederick Purcell miêu tả năm 1907.